# 特里根
特里根是瑞士的城鎮，位於該國中西部，由伯恩州負責管轄，面積4.52平方公里，一半土地是農業用地，海拔高度483米，2011年人口1,034，人口密度每平方公里229人。
周圍的城市有貝滕豪森, 布萊恩巴赫, 博洛丁根, 赫佐根布赫塞, 奧赫倫貝格, 和通斯泰滕。